# Mecklenburg-Voor-Pommeren
Mecklenburg-Voor-Pommeren (vaak gespeld als Mecklenburg-Voorpommeren; Duits: Mecklenburg-Vorpommern, Nedersaksisch: Mekelnborg-Vörpommern, verkort MV of MeckPomm) is een deelstaat in het noordoosten van Duitsland. De hoofdstad is Schwerin, maar de grootste stad is de havenstad Rostock.
De deelstaat telt 1.610.774 inwoners (31 december 2020) op een oppervlakte van 23.295,34 km². Daarmee is het de dunstbevolkte deelstaat van de Bondsrepubliek. Op 31 december 2018 had 4,51% van de inwoners een niet-Duits staatsburgerschap (72.687 niet-Duitsers) en hadden 835 inwoners het Nederlandse staatsburgerschap.

## Geografie
Mecklenburg-Voor-Pommeren wordt in het noorden begrensd door de Oostzee, waarin grote eilanden als Rügen en Usedom en schiereilanden als Fischland-Darß-Zingst en een reeks kleinere eilanden liggen. De aangrenzende deelstaten zijn Sleeswijk-Holstein in het westen, Nedersaksen in het zuidwesten en Brandenburg in het zuiden. In het oosten grenst het aan Polen (Achter-Pommeren). In het zuidwesten vormt de Elbe de grens van de deelstaat en in het oosten de Oder, dit met uitzondering van de stad Stettin en omgeving die, hoewel oorspronkelijk om strategische redenen tot Voor-Pommeren behorend, toch in 1945 door Polen werd geannexeerd. Grotere steden zijn, naast Rostock en Schwerin, ook Stralsund, Greifswald, Wismar en Neubrandenburg.
De deelstaat is rijk aan, na de laatste ijstijd ontstane meren. Zie: Mecklenburger Merenplateau. Dit gebied trekt watersport- en fietstoeristen aan.

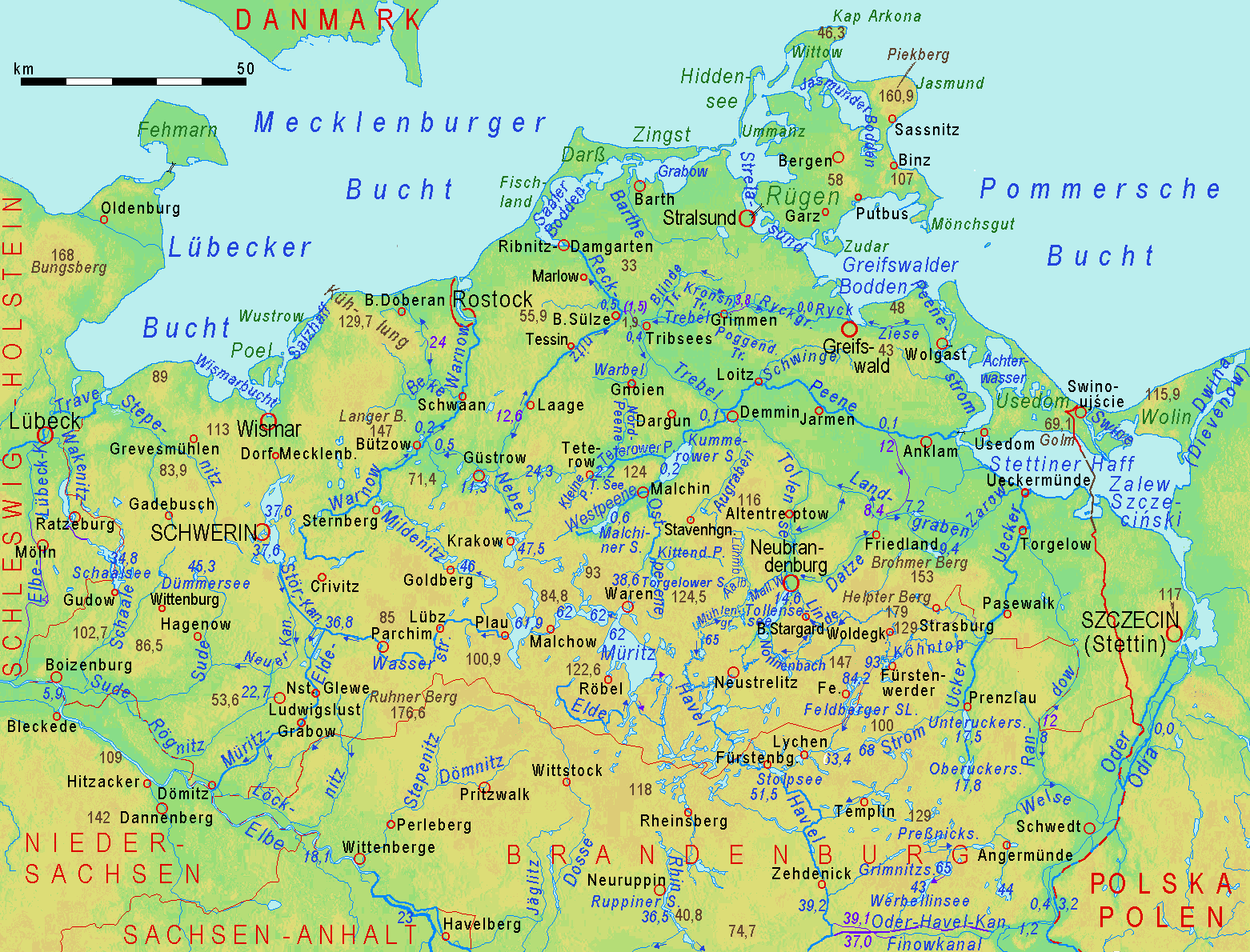
De topografie van Mecklenburg-Voor-Pommeren

## Geschiedenis

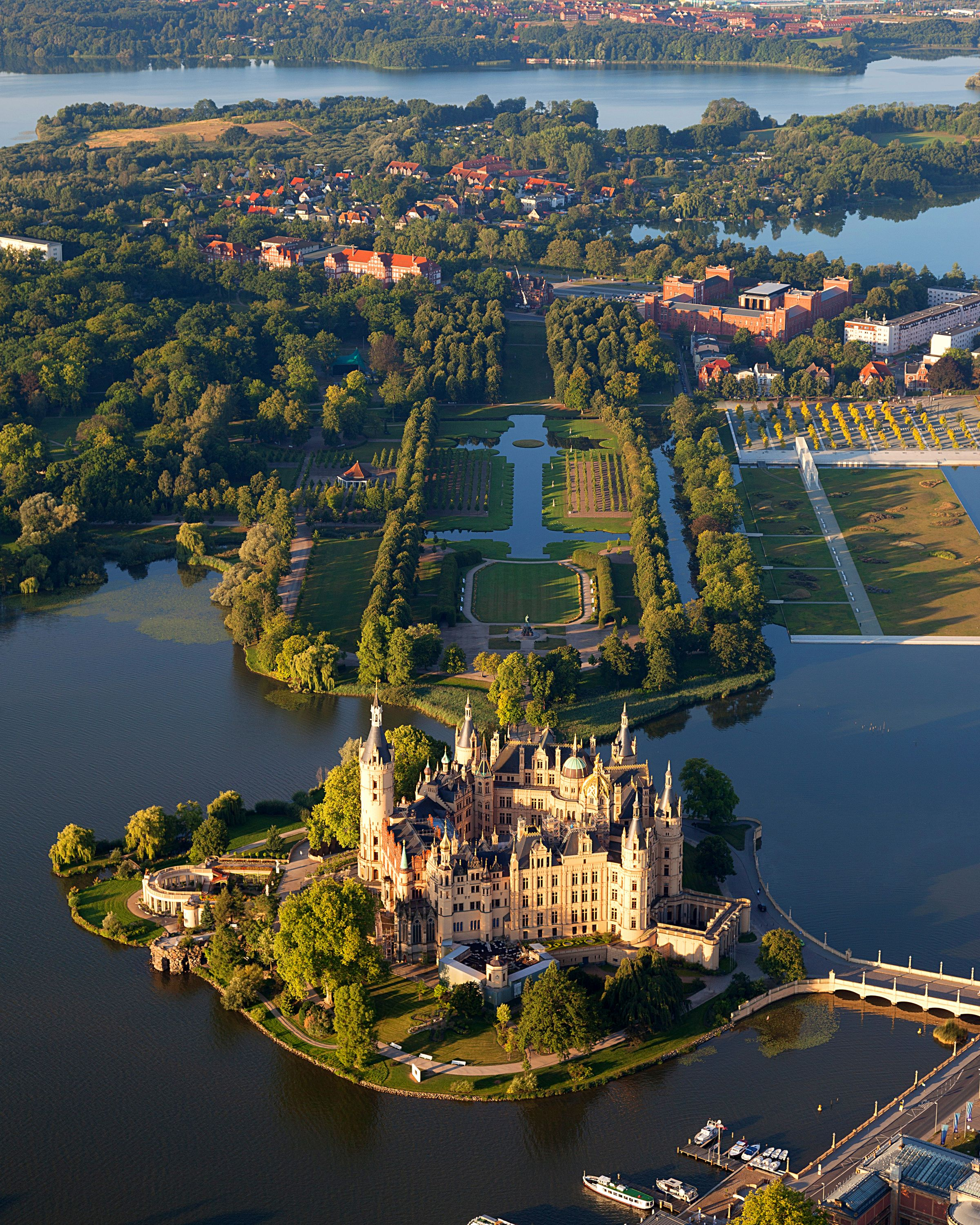
Kasteel van Schwerin

Mecklenburg-Voor-Pommeren bestaat uit de historische gebieden Mecklenburg en Voor-Pommeren, dat het westelijke en Duits gebleven deel is van de vooroorlogse Duitse provincie Pommeren, die in 1945 grotendeels werd geannexeerd door Polen. De rivier de Recknitz vormt de grens tussen Mecklenburg en Voor-Pommeren. De twee gebieden waren ook van 1949 tot 1952 kort verenigd in één deelstaat: toen behoorde het tot de DDR, dat in 1952 een nieuwe bestuurlijke indeling invoerde. In 1990 werd de deelstaat heropgericht als een van de Neue Bundesländer.

## Bestuurlijke indeling
In 2011 werd de bestuurlijke herindeling van Mecklenburg-Voor-Pommeren gewijzigd. Een eerdere indeling, waarbij in 2009 alle stadtkreise zouden worden opgeheven en er slechts vijf grote landkreise zouden overblijven, werd door de rechtbank op 26 juli 2007 tegengehouden. Per 4 september 2011 is Mecklenburg-Voor-Pommeren onderverdeeld in zes Landkreisen en twee kreisfreie steden:
- Landkreis Mecklenburgische Seenplatte
- Landkreis Rostock
- Landkreis Vorpommern-Rügen
- Landkreis Nordwestmecklenburg
- Landkreis Vorpommern-Greifswald
- Landkreis Ludwigslust-Parchim
- Rostock
- Schwerin

### Historische bestuurlijke indeling

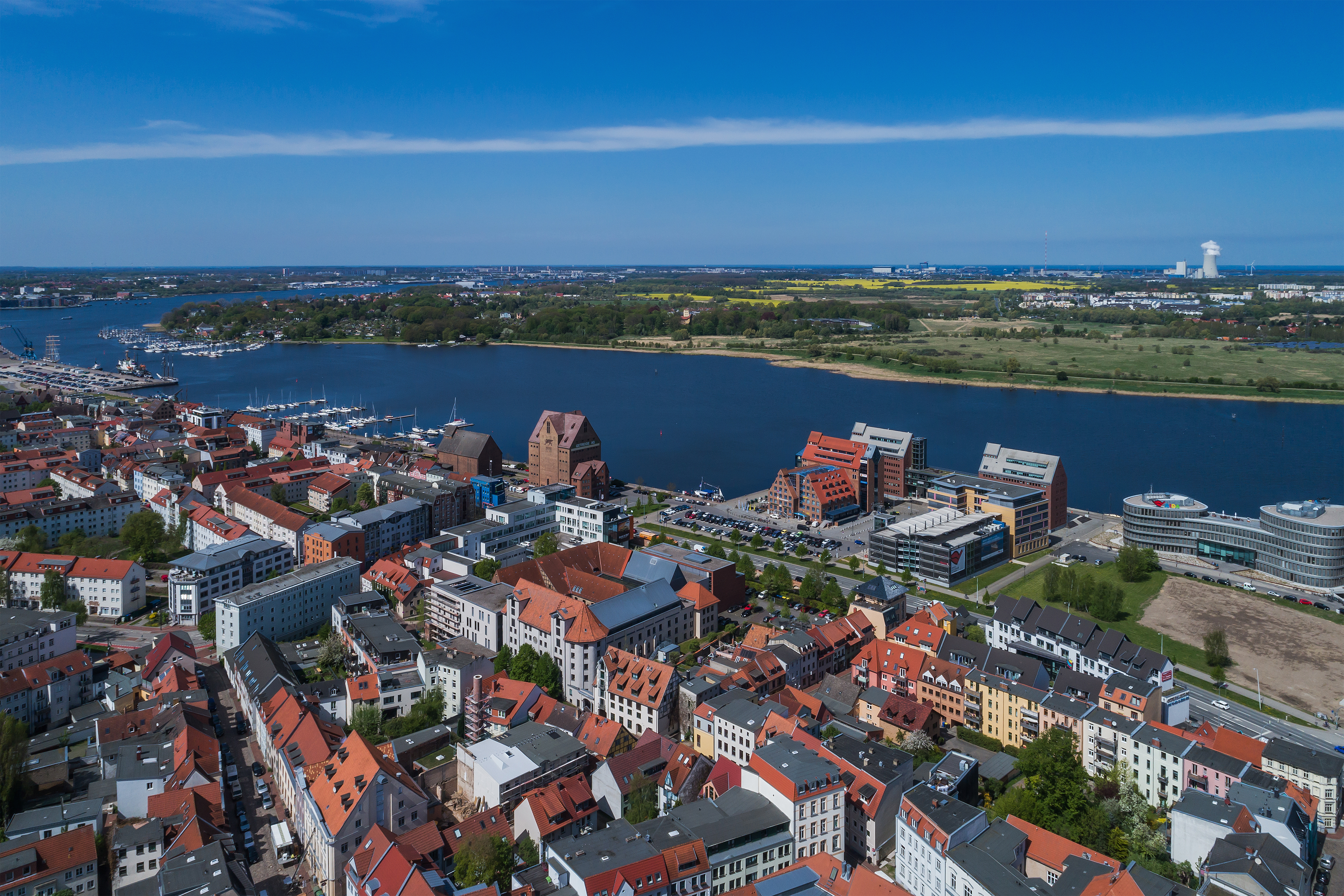
Rostock, de grootste stad van MV.

Tot 4 september 2011 bestond Mecklenburg-Voor-Pommeren uit twaalf Landkreisen en zes kreisfreie steden:

#### Landkreisen
1. Bad Doberan
2. Demmin
3. Güstrow
4. Ludwigslust
5. Mecklenburg-Strelitz
6. Müritz
7. Nordvorpommern
8. Nordwestmecklenburg
9. Ostvorpommern
10. Parchim
11. Rügen
12. Uecker-Randow

#### Kreisfreie steden
1. Greifswald
2. Neubrandenburg
3. Rostock
4. Schwerin
5. Stralsund
6. Wismar

## Politiek
Vanaf 1990 tot en met 2017 was Angela Merkel de lokale kandidaat van een kiesdistrict in Mecklenburg-Voor-Pommeren. Desalniettemin is het meestal de SPD die de grootste partij is. Vanaf 2006 tot en met 2021 regeerde er een Grote coalitie tussen SPD en CDU.
In 2021 kwam er een rood-rode coalitie aan de macht in de deelstaat onder leiding van Manuela Schwesig (SPD). Het is de derde keer in de geschiedenis van Mecklenburg-Voor-Pommeren dat SPD en Die Linke een linkse regering vormen.

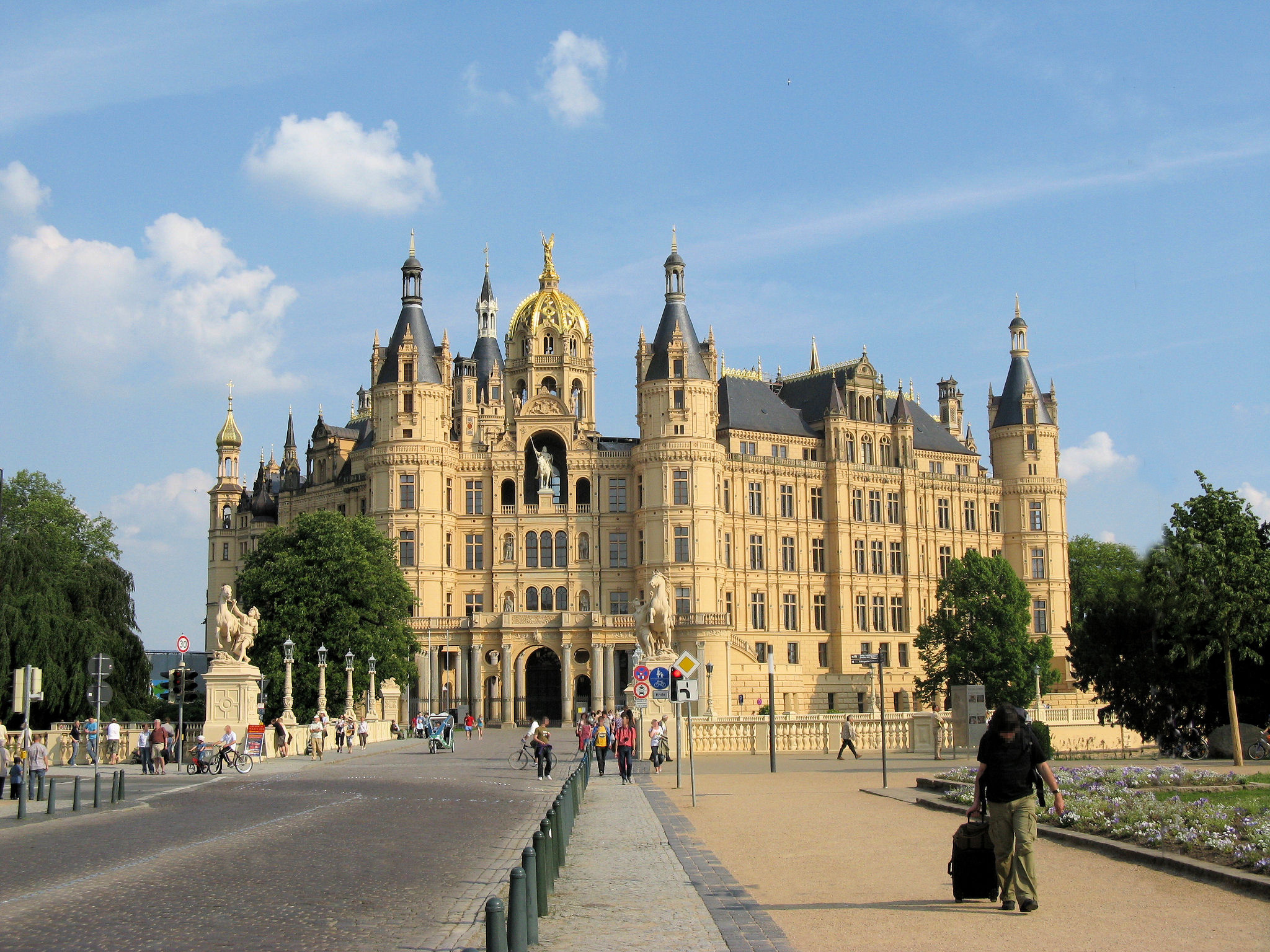
Het parlementsgebouw in Schwerin

|  | Partij                                        | %     | zetels | verschil |
|  | --------------------------------------------- | ----- | ------ | -------- |
|  | Sozialdemokratische Partei Deutschlands (SPD) | 39,6% | 34     | +8       |
|  | Alternative für Deutschland (AfD)             | 16,7% | 14     | –4       |
|  | Christlich Demokratische Union (CDU)          | 13,3% | 12     | –4       |
|  | Die Linke                                     | 9,9%  | 9      | –2       |
|  | Bündnis 90/Die Grünen                         | 6,3%  | 5      | +5       |
|  | Freie Demokratische Partei (FDP)              | 5,8%  | 5      | +5       |
|  | Overigen                                      | 8,4%  | 0      | -        |
|  | Totaal                                        | 100%  | 79     | +8       |

### Parlement
De wetgevende macht van Mecklenburg-Voor-Pommeren ligt in handen van de Landdag, die sinds 1990 gehuisvest is in het Paleis van Schwerin. Het parlement telt 71 zetels. Verkiezingen voor de Landdag vinden om de vijf jaar plaats (tot 2006 was dit om de vier jaar). De SPD is sinds 1998 steevast de grootste partij in de Landdag van Mecklenburg-Voor-Pommeren; voordien (1990-1998) was dit de CDU.

### Ministers-presidenten

#### VanMecklenburg
- 1945–1951: Willi Höcker (SED)
- 1951: Kurt Bürger (SED)
- 1951–1952: Bernhard Quandt (SED)

#### Van Mecklenburg-Voor-Pommeren
- 1990–1992: Prof. Dr. Alfred Gomolka (CDU)
- 1992–1998: Dr. Berndt Seite (CDU)
- 1998–2008: Dr. Harald Ringstorff (SPD)
- 2008–2017: Erwin Sellering (SPD)
- 2017–heden: Manuela Schwesig (SPD)

## Links
- De officiële toeristische portaal van Mecklenburg-Voor-Pommeren

 Baden-Württemberg ·  Beieren ·  Berlijn ·  Brandenburg ·  Bremen ·  Hamburg ·  Hessen ·  Mecklenburg-Voor-Pommeren ·  Nedersaksen ·  Noordrijn-Westfalen ·  Rijnland-Palts ·  Saarland ·  Saksen ·  Saksen-Anhalt ·  Sleeswijk-Holstein ·  Thüringen